# Atabaque
El atabaque o atanabaque es un instrumento musical de percusión, similar a un tambor. Es de origen africano y suele emplearse para llevar el tono y el ritmo en los rituales afrobrasileños. En Pernambuco (Brasil), el atabaque recibe el nombre de ilú.
Está fabricado con madera de jacaranda de Brasil y la membrana está hecha con pieles de animales o cuero y a menudo se usan barriles para aumentar su resonancia. El sonido se produce mediante golpes en el centro, medio y borde de la membrana con las puntas de los dedos, con la muñeca y el borde de la mano, con cuero o incluso con baquetas.
Son considerados instrumentos sagrados en el candomblé, ya que sirven como medio de cada Orisha, danza o entidad invocada. Los textos musicales hacen referencia a varios dialectos africanos originales, entremezclados de palabras en portugués. 